# Alice Ouédraogo
Alice Ouédraogo (de soltera Sorgho) (1955) es una funcionaria de salud pública de Burkina Faso. Abogada de profesión, ha trabajado con la Organización Internacional del Trabajo (OIT) de la que fue representante en Camerún y Etiopía y también directora de su región de África Central. Dirige el programa de VIH/SIDA de la OIT y trabaja para reducir la transmisión del VIH y aumentar el número de personas en tratamiento.

## Trayectoria
Alice Ouédraogo nació en 1955. Es hija de Mathias Daogo Sorgho, miembro de la asamblea territorial del Alto Volta francés (la época colonial de Burkina Faso) por Tenkodogo entre 1952 y 1959. Sorgho fue presidente de la asamblea de 1954 a 1957 y ocupó varios cargos en el gabinete hasta 1963 cuando Burkina Faso obtuvo su independencia. Fue embajador en Francia de 1963 a 1966.
Es abogada especializada en derecho internacional con experiencia en África y en las Naciones Unidas. Fue representante de la Organización Internacional del Trabajo (OIT) en Camerún y Etiopía. Dejó el cargo en Camerún en julio de 2006 y, al hacerlo, elogió a la ministra camerunesa de la Mujer y la Familia, Suzanne Mbomback, por sus acciones para mejorar la vida de las mujeres en el país.
En 2008, fue nombrada directora de la Suboficina Regional de África Central de la OIT. Posteriormente, se convirtió en directora adjunta del Departamento de Integración de Políticas de la OIT, donde sus responsabilidades, en 2010, incluían el seguimiento de las contribuciones de la OIT para satisfacer los Objetivos de Desarrollo del Milenio, en particular, el primer objetivo "erradicar la pobreza extrema y el hambre".
Es jefa del programa VIH/SIDA y el mundo del trabajo de la OIT. Desde 2001, el programa ha llevado a cabo actividades para más de tres millones de trabajadores y ha establecido programas en más de setenta países. Al menos diez países han adoptado leyes nacionales basadas en el código de prácticas del programa. Ouédraogo trabaja para alcanzar el objetivo de que 15 millones de personas estén en programas de tratamiento del sida para 2015. El programa de Ouédraogo pretendía ofrecer mejores oportunidades de empleo para reducir las cifras de prostitución y de relaciones sexuales sin protección y mejorar la cooperación entre los sectores público y privado, con beneficios para la imagen corporativa y el uso de la red de distribución, la publicidad y el marketing del sector privado. También estudió los beneficios de mejorar la salud del personal penitenciario para reducir la propagación del VIH y la tuberculosis en los centros de detención. Realizó una investigación sobre la relación entre las tasas de tratamiento del VIH y la situación laboral, el impacto en el tratamiento del VIH de la restricción del movimiento de migrantes y el uso de pruebas y asesoramiento sobre el VIH en el lugar de trabajo. Elogió las acciones de varias compañías de seguros médicos en Sri Lanka por haber eliminado de sus pólizas las exclusiones del tratamiento del VIH.
En 2010, intervino en la Conferencia de la Confederación Sindical Internacional sobre la crisis mundial y la eficacia de la ayuda y en 2012, en la conferencia sobre el VIH/SIDA del Departamento de Trabajo de Estados Unidos. También fue jurado de los premios UN Cares 2014.